# Ланг, Лоренц
Лоренц Ланг (Ланге; швед. Lorenz Lange; 1690-е — 26 декабря 1752) — шведский инженер, статский советник, иркутский вице-губернатор.

## Биография
По данным сайта «Иркипедия», родился в 1684 году в Стокгольме. По другим данным, Ланге родился около 1690 года.
Служил корнетом шведской кавалерии, попал в плен под Полтавой.
Поступил на службу к Петру Великому в 1712 году в качестве лейтенанта инженерного корпуса. Шесть раз исполнял дипломатические миссии в Китае. В 1715 году ездил в Китай по вопросам развития русско-китайской торговли. Приобретал в Китае различные предметы для Петергофского дворца. В 1719 году посещал Китай в составе посольства Л. В. Измайлова. В 1720—1722 годах жил в Пекине в качестве торгового агента. В 1724 году состоял в комиссии по разбору пограничных споров. В 1725 году посещал Китай в составе посольства С. Л. Владиславича-Рагузинского. После заключения Кяхтинского договора возглавлял ряд торговых караванов в Китай.
В 1726 году в Лейдене опубликовал «Journal du sieur Lange, contenant les négociations à la cour de la Chine en 1721 et 1722» (сокращённый русский перевод «В беглых путешествиях через Россию», СПб., 1776). Описание его путешествия 1715 — в записках Вебера, изданных в 1725 году.
Паллас издал «Journal de voyage d’une karavane de Kiachta à Pékin, fait en 1727 et 1728 sous la conduite de L. Lange» (Лпц., 1781). В восьмом томе «Истории Сибири» Г. Ф. Миллера помещён труд Ланга «Journal du sieur Lange, contenant les negociations a la cour de la Chine en 1721 & 1722 avec des remarques» (Журнал Ланга содержащий его переговоры при китайском дворе в 1721 и 1722 году).
25 июня 1739 года именным указом Анны Иоанновны назначен вице-губернатором в Иркутск; в том же году (не позднее 12 сентября) подал представление об организации в Сибири торговой компании для сношений с Китаем. Руководил караванной торговлей.
В 1745 году открыл в Иркутске школу геодезии, позднее переименованную в Иркутскую навигацкую школу.
Иркутская летопись писала о Ланге:

«С приезду года с три в делах и зборах был радетелен, а после того как слушать стал секретаря, то в делах произошли многие непорятки, а щоты почти вовсе остановлены, а в казённых зборах упущение. И многая в бытность ево запущена доимка, и секретари производили разныя статьи на откуп со упущением и чинили подряды и покупки высокими ценами, и бес пошлин докладывались по тем делам для своих лихоимственных взятков. И по тем делам оной вице-губернатор определения крепил бес[c]порно, хотя и не в силу указов и со упущением интереса. И к братцким был склонен, и которые в краже скота в полицию привожены были без всякаго наказания, по приказу ево вице-губернатора отпусканы свободно. А и[з] челобитчиков кто наперёд пришол, тому и верил, хотя [тот] и не прав. И в бытность ево происков секретарём Березовским многие безвинно наказаны и в [c]сылку посланы. А бедным и неимущим и суда сыскат[ь] было неможно»— 
Умер 26 декабря 1752 года в Иркутске; был похоронен на Лютеранском кладбище Иркутска (кладбище не сохранилось). В 1754 году оставшееся имущество после смерти было передано его сестре.